# Municipio de Portland (Illinois)
El municipio de Portland (en inglés: Portland Township) es un municipio ubicado en el condado de Whiteside en el estado estadounidense de Illinois. En el año 2010 tenía una población de 422 habitantes y una densidad poblacional de 4,57 personas por km².

## Geografía
El municipio de Portland se encuentra ubicado en las coordenadas 41°37′6″N 90°3′23″O / 41.61833, -90.05639. Según la Oficina del Censo de los Estados Unidos, el municipio tiene una superficie total de 92.33 km², de la cual 89,94 km² corresponden a tierra firme y (2,58 %) 2,39 km² es agua.

## Demografía
Según el censo de 2010, había 422 personas residiendo en el municipio de Portland. La densidad de población era de 4,57 hab./km². De los 422 habitantes, el municipio de Portland estaba compuesto por el 99,29 % blancos, el 0,24 % eran amerindios, el 0,24 % eran asiáticos, el 0,24 % eran de otras razas. Del total de la población el 0,47 % eran hispanos o latinos de cualquier raza.